# Mark Taper Forum

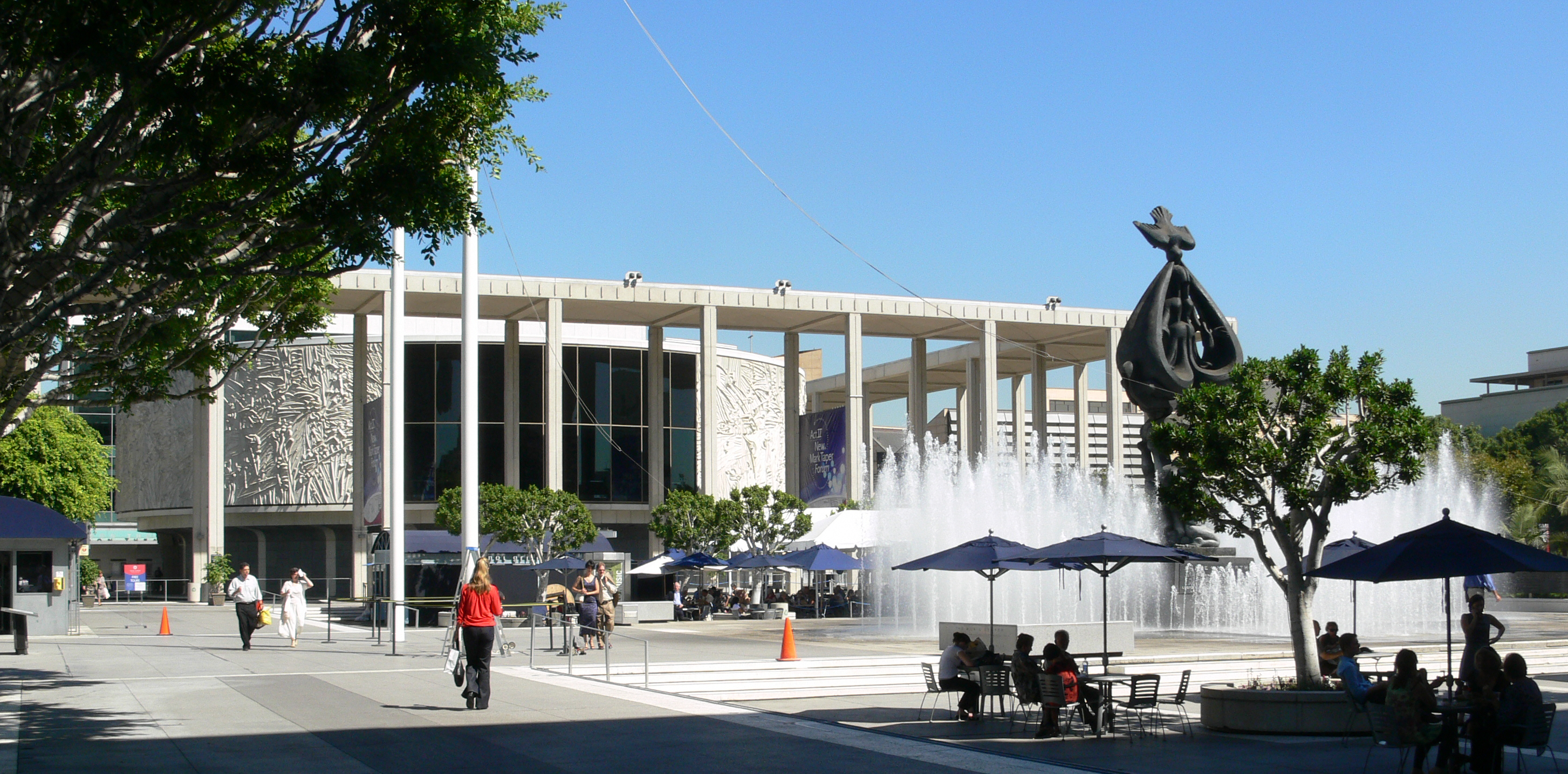
Mark Taper Forum

Das Mark Taper Forum ist ein Theater in Los Angeles, Kalifornien. 
Es gehört zu den vier wichtigsten Veranstaltungsorten des Los Angeles Music Center. Das Theater mit seinen 745 Sitzplätzen entstand 1967 nach Plänen des Architekten Welton Becket. Es trägt den Namen des US-amerikanischen Industriellen und Philanthropen Mark Taper. Jährlich wird im Mark Taper Forum der Richard E. Sherwood Award, einer der wichtigsten Preise in den Vereinigten Staaten für jüngere Künstler, vergeben. 
Seit 1967 gab es hier zahlreiche herausragende Inszenierungen von kleineren, experimentellen Stücken. Die Uraufführung von Angels in America, einem vielfach ausgezeichneten Theaterstück von Tony Kushner, fand im Mai 1990 im Mark Taper Forum statt. Ebenfalls zum Spielplan des Theaters gehörte im Juni 2005 Stuff Happens, ein historisches Drama über die Entstehung des Irakkriegs, von David Hare (mit Keith Carradine und Julian Sands in den Hauptrollen). Im August 2005 endete eine Serie von zehn Aufführungen von Radio Golf, ein für den Tony Awards 2007 nominiertes Stück, von August Wilson. Weitere mit dem Tony Award ausgezeichnete Theaterstücke wurden hier gezeigt. 
Das Mark Taper Forum (wie auch das benachbarte Ahmanson Theatre und das Kirk Douglas Theatre in Culver City) ist ein Betrieb der Center Theatre Group, einer gemeinnützigen Kunstgesellschaft. Das Gebäude besitzt eine architektonische Ähnlichkeit mit dem Carousel Theater im Disneyland Park in Anaheim, das auch 1967 nach Plänen von Welton Becket entstand. Es ist ähnlich in Größe und Designkonzept mit dem Dallas Theater Center, entworfen von Frank Lloyd Wright und mit dem ursprünglichen Tyrone Guthrie Theater in Minneapolis. 
Die Innenräume des Mark Taper Forum erhielten 2007 und 2008 eine größere Renovierung. Am 30. August 2008 wurde das Theater mit dem Stück House of Blue Leaves von John Guare wiedereröffnet. Das Auditorium erhielt aufgrund einer Spende der S. Mark Taper Foundation in Höhe von zwei Millionen US-Dollar den Namen Amelia Taper Auditorium.
Auch für die Benaroya Hall in Seattle gibt es eine S. Mark Taper Foundation.